# Giorgos Darivas
Giorgos Darivas (n. El Pireo, 12 de marzo de 1926-Atenas, 15 de enero de 2024) fue un futbolista griego que jugaba en la demarcación de delantero.

## Biografía
Con 17 años debutó como futbolista profesional con el Niki Plaka FC. Formó parte de Olympiakos FC durante doce temporadas, llegando a ganar un total de ocho Superliga de Grecia y siete Copa de Grecia formando equipo con jugadores como Ilias Rosidis, Kostas Polychroniou o Andreas Mouratis. Finalmente en 1955 colgó las botas. Después de 16 años volvió al club para ejercer de entrenador interino del club, mismo cargo que desempeñó en 1976.

## Selección nacional
Disputó un total de 16 partidos con la selección de fútbol de Grecia. Hizo su debut el 8 de abril de 1951 en un partido de la Copa del Mediterráneo del Este contra Italia que finalizó con un resultado de 3-0 a favor del combinado italiano tras los goles de Carlo Galli, Gino Armando y Vittorio Ghiandi. Además, jugó los Juegos Mediterráneos de 1951, los Juegos Olímpicos de Helsinki 1952, y además la clasificación para la Copa Mundial de Fútbol de 1954. Jugó su último partido con la selección el 29 de mayo de 1955 en la Copa del Mediterráneo contra Italia.

### Participaciones en Juegos Olímpicos
| Mundial                           | Sede      | Resultado        | Partidos | Goles |
| --------------------------------- | --------- | ---------------- | -------- | ----- |
| Juegos Olímpicos de Helsinki 1952 | Finlandia | Ronda preliminar | 1        | 0     |

### Goles internacionales
| # | Fecha                   | Estadio                                      | Oponente | Gol | Resultado | Competición                              |
| - | ----------------------- | -------------------------------------------- | -------- | --- | --------- | ---------------------------------------- |
| 1 | 25 de noviembre de 1951 | Estadio Apostolos Nikolaidis, Atenas, Grecia | Egipto   | 1–0 | 1–0       | Copa del Mediterráneo del Este 1950-1953 |
| 2 | 29 de febrero de 1952   | Estadio Apostolos Nikolaidis, Atenas, Grecia | Turquía  | 1–0 | 3-1       | Copa del Mediterráneo del Este 1950-1953 |
| 3 | 29 de febrero de 1952   | Estadio Apostolos Nikolaidis, Atenas, Grecia | Turquía  | 2–1 | 3-1       | Copa del Mediterráneo del Este 1950-1953 |
| 4 | 29 de febrero de 1952   | Estadio Apostolos Nikolaidis, Atenas, Grecia | Turquía  | 3–1 | 3-1       | Copa del Mediterráneo del Este 1950-1953 |

## Clubes

### Como futbolista
| Club                   | País   | Año       | Partidos | Goles |
| ---------------------- | ------ | --------- | -------- | ----- |
| Niki Plaka FC          | Grecia | 1943-1946 |          |       |
| Olympiacos de El Pireo | Grecia | 1946-1958 | 270      | 160   |
| Doxa Pireus FC         | Grecia | 1958-1959 |          |       |

### Como entrenador
| Club                              | País   | Año       |
| --------------------------------- | ------ | --------- |
| Kadmos Thiva FC                   | Grecia | 1962-1965 |
| Olympiacos de El Pireo (interino) | Grecia | 1971      |
| Fostiras FC                       | Grecia | 1972-1973 |
| Vyzas FC                          | Grecia | 1973-1974 |
| Chalkida FC                       | Grecia | 1974      |
| Ilisiakos FC                      | Grecia | 1974-1975 |
| Olympiacos de El Pireo            | Grecia | 1975-1976 |
| Atromitos FC                      | Grecia | 1977      |
| Apollon Kalamarias                | Grecia | 1977      |
| Panegialios FC                    | Grecia | 1980-1981 |
| Trikala FC                        | Grecia | 1987      |